# Vaca de los Vosgos
La vaca de los Vosgos (Vosgienne en francés) es una raza vacuna autóctona de la cordillera de los Vosgos, Francia. Es una vaca de producción mixta, pues se utiliza por su carne y leche, esta última de gran calidad.

## Origen
Es una raza originaria de la Cordillera de los Vosgos en Francia. Sus orígenes se remontan al siglo XVII, cuando fue usada por los soldados del Ducado de Lorena durante la Guerra de los treinta años para abastecerse ellos y a la población local. 
Está también presente en regiones de Escandinavia donde se ha adaptado sorprendentemente bien debido a la similitud de clima y temperatura con los Vosgos.
En 2004, 864 vacas y 70 toros estaban inscritas en el registro.

## Cualificaciones
Es una raza de clase mixta, que proporciona una leche de gran calidad y cantidad (4,400 kg/año). Con su leche se hacen los quesos Munster.